# Henriette Konan Bédié
Henriette Koizan Bomo Konan Bédié, née le 28 décembre 1938 à Koukourandoumi (Aboisso), est l'épouse du président ivoirien Henri Konan Bédié et de ce fait Première dame de Côte d'Ivoire de 1993 à 1999.

## Biographie

### Origines et études
Elle est la fille de Kablan Koizan, ancien directeur d'école (originaire d'Aboisso). Originaire d'une famille de douze enfants (dont six garçons et six filles) elle en est la deuxième. Après un passage au collège moderne de jeunes filles de Bingerville, en 1957, elle part poursuivre ses études de secrétaire de direction à Poitiers, en France, où elle rejoint son fiancé, Aimé Henri Konan Bédié, rencontré en 1954 alors qu'il était ami de son grand frère. Le 3 avril 1957, les fiancés se marient à Poitiers,.

### Première dame
Mariée à Henri Konan Bédié, elle conserve néanmoins son nom de famille, comme beaucoup d'autres femmes, suivant la tradition ivoirienne qui permet aux femmes de garder leur nom et d'ajouter celui de leur époux. Elle et Henri Konan Bédié ont trois enfants : une fille et deux garçons (Lucette Bédié Aié, Jean-Luc Bédié et Patrick Bédié). Durant son mandat elle fait construire des bâtiments somptueux dans son village natal ainsi que des hôpitaux qui portent son nom. En 1996, elle crée une association de bienfaisance qui réunissait en moyenne près de 400 millions de francs CFA par an.